# Giovanni Maria Cassini
Giovanni Maria Cassini (1745 – 1824) è stato un cartografo, incisore e disegnatore italiano, attivo principalmente a Roma.

## Biografia
Allievo di Giovanni Battista Piranesi, era pratico nell'acquaforte e nell'incisione a bulino.
Specializzatosi nell'incisione di soggetti architettonici e di prospettive, diede alle stampe Pelei e Tethydis Nuptiæ ("Le nozze di Peleo e Teti") e una raccolta di 24 vedute pubblicate a Roma.
Divenne noto soprattutto come costruttore di globi ed è considerato l'ultimo dei grandi costruttori di globi del XVIII secolo. Le sue mappe si distinguono per la loro raffinata incisione, le impressioni scure e intense e l'elaborato e caratteristico lavoro di cartiglio. Inoltre inventò una nuova forma di proiezione utilizzata per un atlante del Regno di Napoli pubblicato da Giovanni Antonio Rizzi Zannoni.
Fu membro dell'Ordine dei Chierici regolari di Somasca.